# Аврахов Григорій Герасимович
Григорій Герасимович Аврахов (нар. 5 лютого 1922, Попельнасте) — український радянський літературознавець, текстолог. Учасник Другої світової війни. Закінчив Криворізький педагогічний інститут. Працював у Черкаському педагогічному інституті. Був деканом філологічного факультету. 1965—1969 — завідувач кафедри української літератури, декан філологічного факультету Ніжинського педагогічного інституту. 1971—1973 — проректор Київського інституту культури.
Автор низки статей про Т. Шевченка, серед яких новаторське розкодування деяких текстів «Архівірш трагічної предостороги та його коментатори», «Одна із недосліджених поезій Т. Шевченка» «У перетику ходила». Опублікував низку статей про Лесю Українку, досліджував творчість М. Старицького, Олени Пчілки, І. Нечуя-Левицького, М. Коцюбинського, О. Гончара, М. Шумила, Яра Славутича, Л. Забашти, І. Чендея, Григора Тютюнника. Автор літературно-критичних статей про поезію постшістдесятників, теоретичні засади українського сонетарства, новелістики. Окремі праці друковано в Чехії, Словаччині, Великій Британії.